# 哈根火车总站
哈根火车总站（德語：Hagen Hauptbahnhof）是服务于德国西部城市哈根的一座铁路车站。它是鲁尔区东南部重要的铁路枢纽，可办理长途及区域列车到发。车站于1848年开放，作为贝吉施-梅尔基施铁路公司兴建的埃尔伯费尔德－多特蒙德铁路的一部分，它还是鲁尔河谷沿岸为数不多的仍保留其原始车站大堂（可追溯至1910年）的车站之一。

## 历史

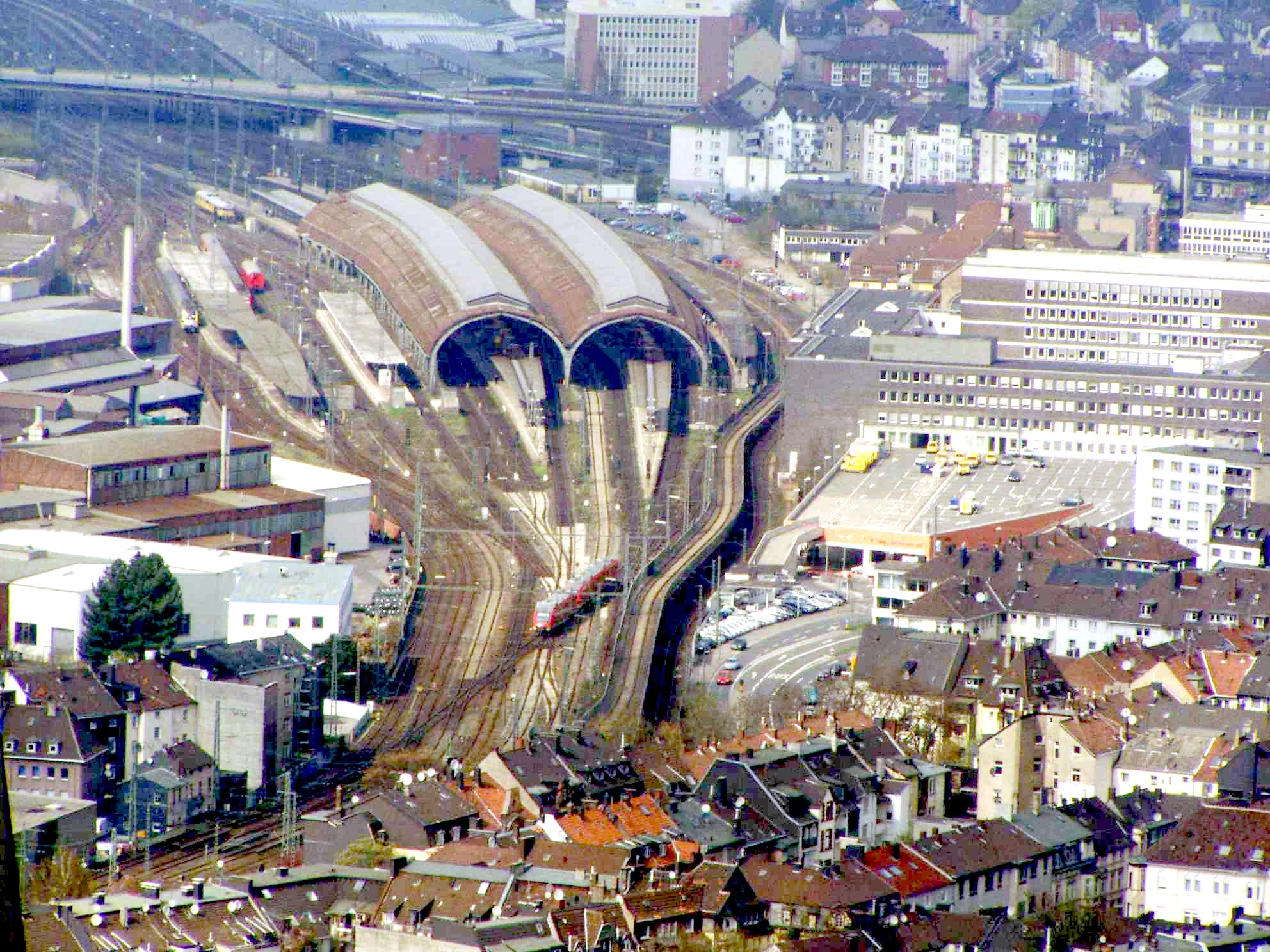
哈根火车总站鸟瞰图

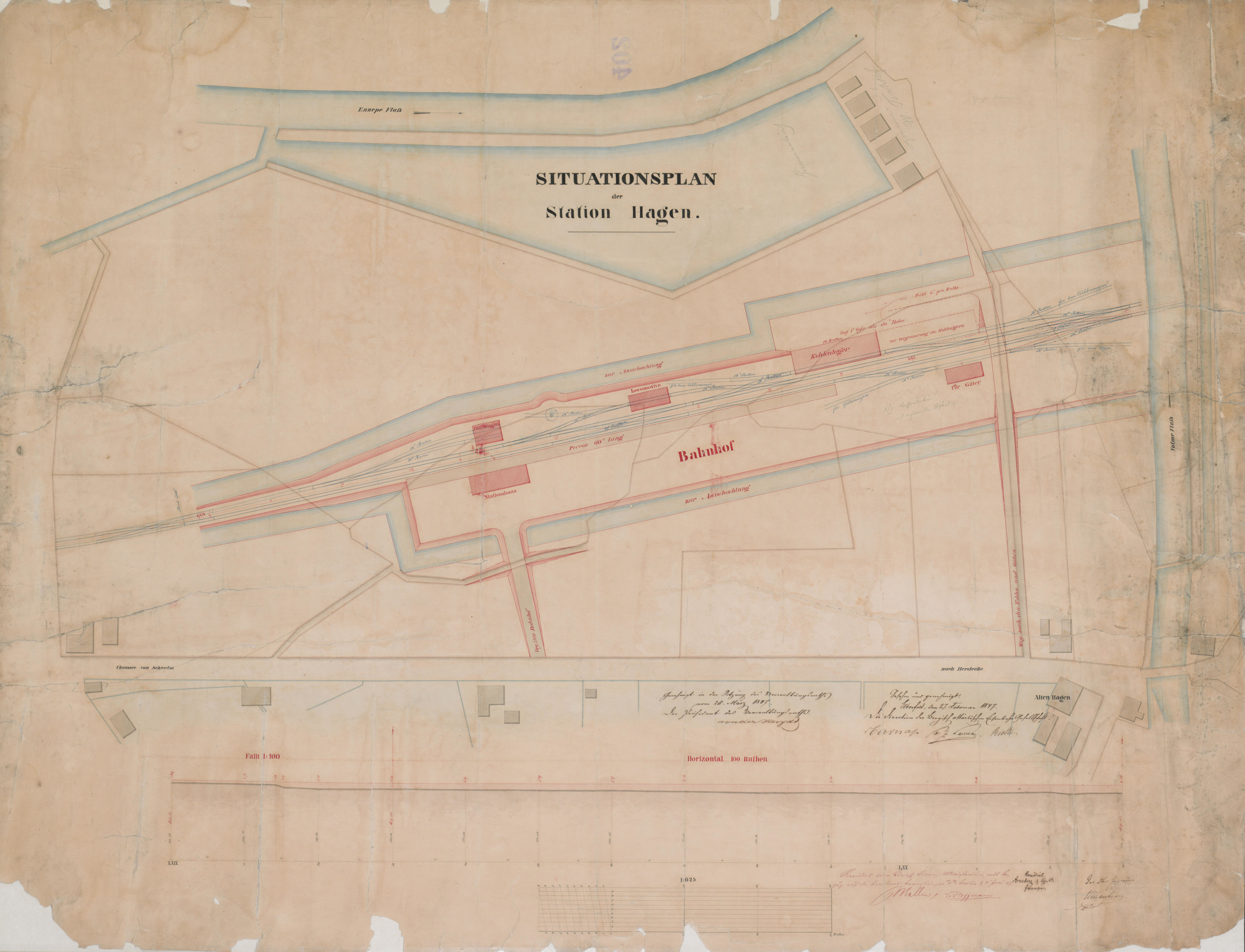
1847的车站规划图

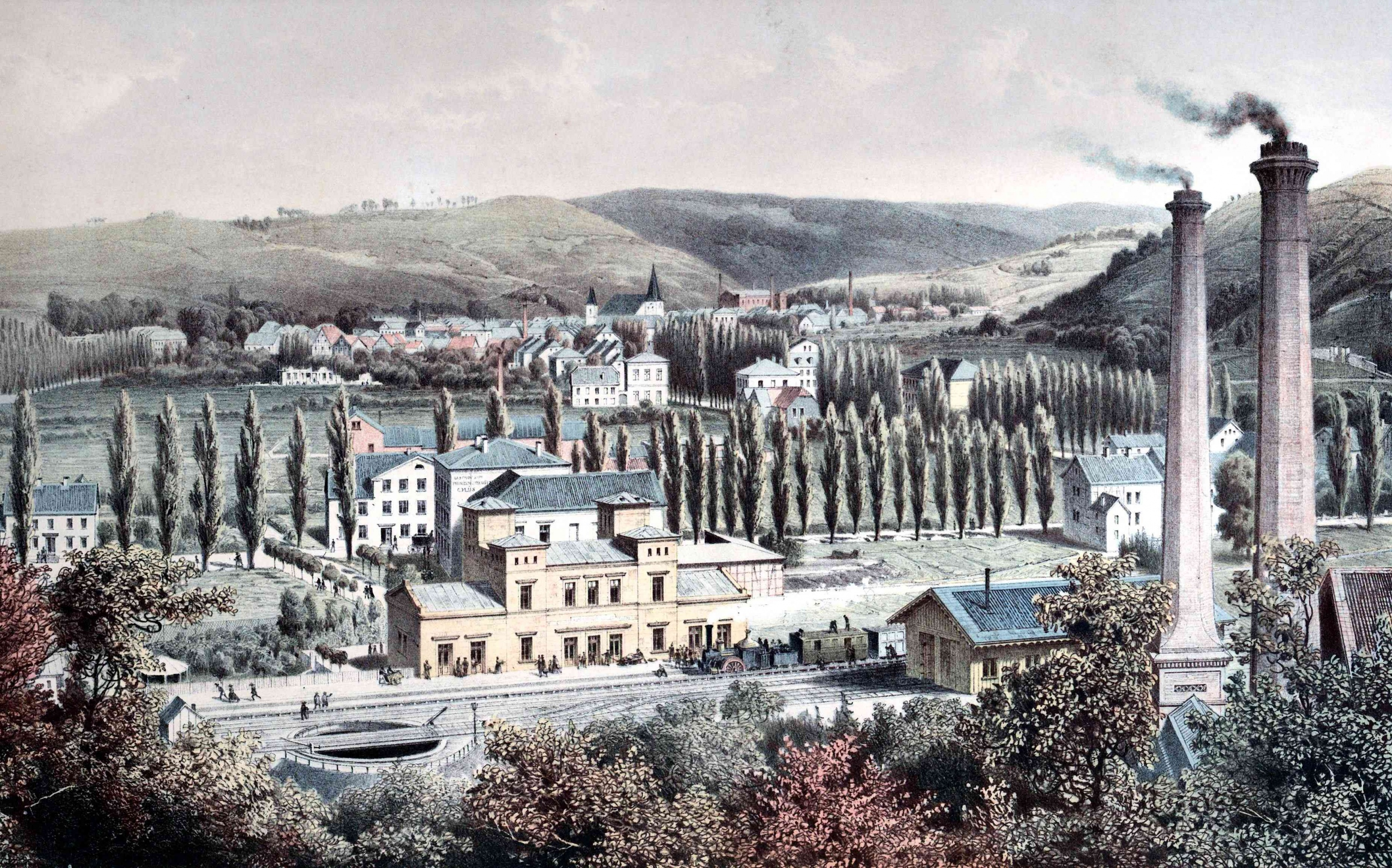
1860的车站图

凭借由弗里德里希·哈尔科特为贝吉施-梅尔基施铁路公司兴建的埃尔伯费尔德－多特蒙德铁路干线，使得哈根得以于1848-49年间接入正蓬勃发展的铁路网络。这也是哈根迅速发展成为冶金工业城市的重要原因之一。随着经由阿尔特纳通往锡根的鲁尔－锡格铁路于1851年建成通车，这座城市又成为了铁路枢纽。
由建筑师瓦尔特·莫林（Walter Morin）设计的新巴洛克风格车站大楼于1910年9月14日落成，它采用砖块建造，部分覆以砂岩。尽管未能躲过第二次世界大战期间的密集轰炸，但与鲁尔区的其它铁路车站相比，它并未被完全摧毁，因此得以留存至今。1911年，收藏家卡尔·恩斯特·奥斯特豪斯出资在大楼入口上方的主窗上，添入了约翰·托恩·普里克的花窗玻璃作品《作为工商业之师的艺术家》（Der Künstler als Lehrer für Handel und Gewerbe）。
同样于1910年落成的双中殿式列车大堂也得到了保留，它覆盖了全部三个主要月台。列车大堂于1990年代根据文物法进行了修葺，这是19世纪后期钢构大堂建筑发展的重要范例。在威斯特法伦和鲁尔区，它是仅有保存完好的“传统”列车大堂，也是德国为数不多的同类产品之一。不同于鲁尔区的其它铁路车站，它在二战期间盟军对哈根的猛烈空袭中并未遭到破坏。
哈根火车总站于结构分类上属于“分岔站”，在大堂两侧的主月台旁均设有转辙器和越行线。这样就可以在一个月台上同时处理多达四列（短编组）列车，但缺点是旅客上下车有时需要步行较长的距离。车站现为法定文物古迹，也是“工业文化之路”的组成部分。

### 站房翻新
为迎接2006年世界杯足球赛的举办，车站内部从2004年秋季至2006年5月底进行了大规模修葺，耗资约120万欧元。筒形穹顶的重建使得列车大堂恢复了一些旧日的光彩和细节，例如托恩·普里克的花窗玻璃作品可以透过日光的照射得以再度清晰可见。
自2014年10月以来，哈根火车总站一直在内部和外部展开进一步装修。总计30万欧元的投资额主要用作旧建筑的翻新。每天共有25000至30000名旅客穿越车站大楼。整个接待大堂将根据古迹保护的要点进行重建，并恢复其曾经干净、明亮的形态。在大堂中部的一家彩票店和烟草店被拆除，取而代之的是为旅客准备的德铁问询柜台。原候车室内的一间卫生用品市场已有部分重新空置，而在车站大堂后部、已被列为法定古迹的一个大尺寸站钟则与雷弗外卖超市融为一体。通往轨道的行人隧道也应该比以往更整洁和明亮。此外，月台应更好地适应列车的乘降高度。
在未来几年中，德国铁路公司计划斥资3170万欧元对哈根火车总站进行大规模翻新，其中北莱茵-威斯特法伦州将提供近1000万欧元。

## 哈根的其它铁路设施

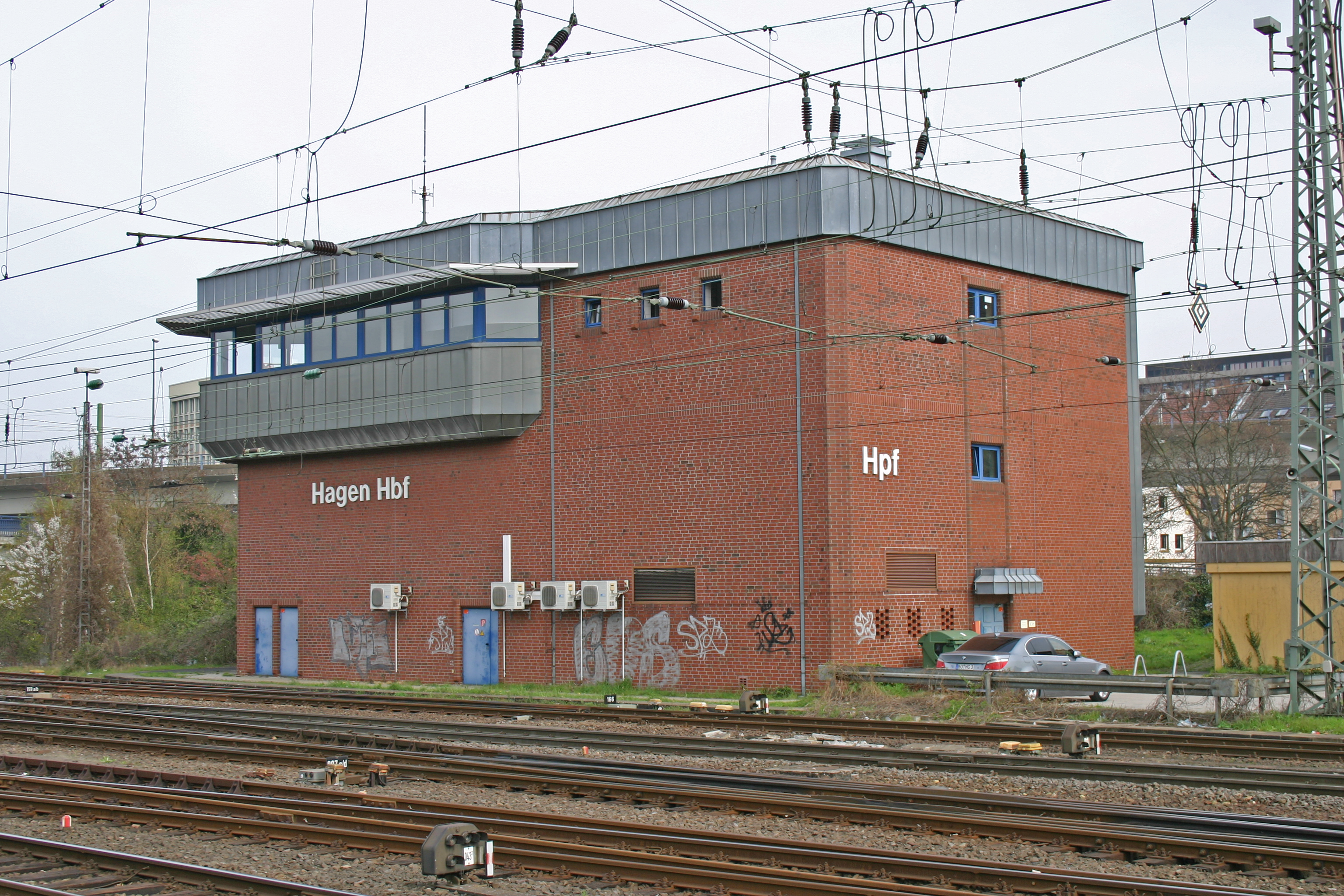
哈根总站信号所

在货运领域，与火车总站相邻的本地编组场——哈根货运站（Hagen Gbf），其区域性任务已自2005年12月的运行图调整起被转移至施韦特编组站。其所属的货柜车站则提前于2005年7月31日被德国铁路关闭，相关业务则改由伍珀塔尔-朗格费尔德货柜车站承担。自2007年9月起，货运代理汉加特纳重新使用该货柜终端，开办每周三班往返于哈根至维罗纳间的列车服务。此外，距火车总站不远处（铁路距离2.5公里）还设有哈根-福哈勒编组站。
从事动车组保养工作的哈根-埃克塞（Hagen-Eckesey）车间也紧邻火车总站北端，已于2004年停用。其部分设施如今仍供哈根-埃克塞货车服务站使用。自2007年2月起，阿贝利奥铁路北威公司在原哈根重载车辆大堂内建立了一个施泰德FLIRT的维修车间。
火车总站的北出口设有El S型（SIMIS-C）电子信号所“Hpf”，用于控制火车总站的铁路交通。它于1995年5月21日开始运作。在第一施工阶段，其控制范围还包括从南部恩讷珀塔尔至北部艾恩豪斯分支点的线路。控制范围于2003年扩展至韦斯特霍芬，至2007年则扩展至霍尔茨维克德。

## 服务

### 长途运输
在铁路长途客运方面，有以下城际快车（ICE）及城际列车（IC）路线在哈根火车总站停靠：
| 路线   | 经由 | 经由 | 经由 | 经由 | 经由 | 经由 | 经由 | 频率      |
| ------ | --- | --- | --- | --- | --- | --- | --- | --------- |
| ICE 10 | 柏林 － 沃尔夫斯堡 － 汉诺威 － 比勒费尔德 － 哈姆 － 哈根 － 伍珀塔尔 － 科隆 （－ 波恩 － 科布伦茨）                                                                     | 柏林 － 沃尔夫斯堡 － 汉诺威 － 比勒费尔德 － 哈姆 － 哈根 － 伍珀塔尔 － 科隆 （－ 波恩 － 科布伦茨）                                                                     | 柏林 － 沃尔夫斯堡 － 汉诺威 － 比勒费尔德 － 哈姆 － 哈根 － 伍珀塔尔 － 科隆 （－ 波恩 － 科布伦茨）                                                                     | 柏林 － 沃尔夫斯堡 － 汉诺威 － 比勒费尔德 － 哈姆 － 哈根 － 伍珀塔尔 － 科隆 （－ 波恩 － 科布伦茨）                                                                     | 柏林 － 沃尔夫斯堡 － 汉诺威 － 比勒费尔德 － 哈姆 － 哈根 － 伍珀塔尔 － 科隆 （－ 波恩 － 科布伦茨）                                                                     | 柏林 － 沃尔夫斯堡 － 汉诺威 － 比勒费尔德 － 哈姆 － 哈根 － 伍珀塔尔 － 科隆 （－ 波恩 － 科布伦茨）                                                                     | 柏林 － 沃尔夫斯堡 － 汉诺威 － 比勒费尔德 － 哈姆 － 哈根 － 伍珀塔尔 － 科隆 （－ 波恩 － 科布伦茨）                                                                     | 两小时1班 |
| ICE 31 | 汉堡 － 不来梅 － 明斯特 － 多特蒙德 － 哈根 － 伍珀塔尔 － 科隆 － 波恩 － 科布伦茨 － 美因茨 － 法兰克福 － 维尔茨堡 － 纽伦堡 －                                        | 汉堡 － 不来梅 － 明斯特 － 多特蒙德 － 哈根 － 伍珀塔尔 － 科隆 － 波恩 － 科布伦茨 － 美因茨 － 法兰克福 － 维尔茨堡 － 纽伦堡 －                                        | 汉堡 － 不来梅 － 明斯特 － 多特蒙德 － 哈根 － 伍珀塔尔 － 科隆 － 波恩 － 科布伦茨 － 美因茨 － 法兰克福 － 维尔茨堡 － 纽伦堡 －                                        | 汉堡 － 不来梅 － 明斯特 － 多特蒙德 － 哈根 － 伍珀塔尔 － 科隆 － 波恩 － 科布伦茨 － 美因茨 － 法兰克福 － 维尔茨堡 － 纽伦堡 －                                        | 汉堡 － 不来梅 － 明斯特 － 多特蒙德 － 哈根 － 伍珀塔尔 － 科隆 － 波恩 － 科布伦茨 － 美因茨 － 法兰克福 － 维尔茨堡 － 纽伦堡 －                                        | 汉堡 － 不来梅 － 明斯特 － 多特蒙德 － 哈根 － 伍珀塔尔 － 科隆 － 波恩 － 科布伦茨 － 美因茨 － 法兰克福 － 维尔茨堡 － 纽伦堡 －                                        | 雷根斯堡 － 帕绍 | 2对班次   |
| ICE 31 | 汉堡 － 不来梅 － 明斯特 － 多特蒙德 － 哈根 － 伍珀塔尔 － 科隆 － 波恩 － 科布伦茨 － 美因茨 － 法兰克福 － 维尔茨堡 － 纽伦堡 －                                        | 汉堡 － 不来梅 － 明斯特 － 多特蒙德 － 哈根 － 伍珀塔尔 － 科隆 － 波恩 － 科布伦茨 － 美因茨 － 法兰克福 － 维尔茨堡 － 纽伦堡 －                                        | 汉堡 － 不来梅 － 明斯特 － 多特蒙德 － 哈根 － 伍珀塔尔 － 科隆 － 波恩 － 科布伦茨 － 美因茨 － 法兰克福 － 维尔茨堡 － 纽伦堡 －                                        | 汉堡 － 不来梅 － 明斯特 － 多特蒙德 － 哈根 － 伍珀塔尔 － 科隆 － 波恩 － 科布伦茨 － 美因茨 － 法兰克福 － 维尔茨堡 － 纽伦堡 －                                        | 汉堡 － 不来梅 － 明斯特 － 多特蒙德 － 哈根 － 伍珀塔尔 － 科隆 － 波恩 － 科布伦茨 － 美因茨 － 法兰克福 － 维尔茨堡 － 纽伦堡 －                                        | 汉堡 － 不来梅 － 明斯特 － 多特蒙德 － 哈根 － 伍珀塔尔 － 科隆 － 波恩 － 科布伦茨 － 美因茨 － 法兰克福 － 维尔茨堡 － 纽伦堡 －                                        | 英戈尔施塔特 － 慕尼黑 | 2对班次   |
| ICE 42 | 多特蒙德 － 哈根 － 伍珀塔尔 － 科隆 － 锡格堡/波恩 － 法兰克福机场 － 曼海姆 － 斯图加特 － 乌尔姆 － 奥格斯堡 － 慕尼黑                                                  | 多特蒙德 － 哈根 － 伍珀塔尔 － 科隆 － 锡格堡/波恩 － 法兰克福机场 － 曼海姆 － 斯图加特 － 乌尔姆 － 奥格斯堡 － 慕尼黑                                                  | 多特蒙德 － 哈根 － 伍珀塔尔 － 科隆 － 锡格堡/波恩 － 法兰克福机场 － 曼海姆 － 斯图加特 － 乌尔姆 － 奥格斯堡 － 慕尼黑                                                  | 多特蒙德 － 哈根 － 伍珀塔尔 － 科隆 － 锡格堡/波恩 － 法兰克福机场 － 曼海姆 － 斯图加特 － 乌尔姆 － 奥格斯堡 － 慕尼黑                                                  | 多特蒙德 － 哈根 － 伍珀塔尔 － 科隆 － 锡格堡/波恩 － 法兰克福机场 － 曼海姆 － 斯图加特 － 乌尔姆 － 奥格斯堡 － 慕尼黑                                                  | 多特蒙德 － 哈根 － 伍珀塔尔 － 科隆 － 锡格堡/波恩 － 法兰克福机场 － 曼海姆 － 斯图加特 － 乌尔姆 － 奥格斯堡 － 慕尼黑                                                  | 多特蒙德 － 哈根 － 伍珀塔尔 － 科隆 － 锡格堡/波恩 － 法兰克福机场 － 曼海姆 － 斯图加特 － 乌尔姆 － 奥格斯堡 － 慕尼黑                                                  | 每日1班   |
| ICE 43 | （汉诺威 － 比勒费尔德 － 哈姆 －） 多特蒙德 － 哈根 － 伍珀塔尔 － 科隆 － 锡格堡/波恩 － 法兰克福机场 － 曼海姆 － 卡尔斯鲁厄 － 奥芬堡 － 弗赖堡 － 巴塞尔              | （汉诺威 － 比勒费尔德 － 哈姆 －） 多特蒙德 － 哈根 － 伍珀塔尔 － 科隆 － 锡格堡/波恩 － 法兰克福机场 － 曼海姆 － 卡尔斯鲁厄 － 奥芬堡 － 弗赖堡 － 巴塞尔              | （汉诺威 － 比勒费尔德 － 哈姆 －） 多特蒙德 － 哈根 － 伍珀塔尔 － 科隆 － 锡格堡/波恩 － 法兰克福机场 － 曼海姆 － 卡尔斯鲁厄 － 奥芬堡 － 弗赖堡 － 巴塞尔              | （汉诺威 － 比勒费尔德 － 哈姆 －） 多特蒙德 － 哈根 － 伍珀塔尔 － 科隆 － 锡格堡/波恩 － 法兰克福机场 － 曼海姆 － 卡尔斯鲁厄 － 奥芬堡 － 弗赖堡 － 巴塞尔              | （汉诺威 － 比勒费尔德 － 哈姆 －） 多特蒙德 － 哈根 － 伍珀塔尔 － 科隆 － 锡格堡/波恩 － 法兰克福机场 － 曼海姆 － 卡尔斯鲁厄 － 奥芬堡 － 弗赖堡 － 巴塞尔              | （汉诺威 － 比勒费尔德 － 哈姆 －） 多特蒙德 － 哈根 － 伍珀塔尔 － 科隆 － 锡格堡/波恩 － 法兰克福机场 － 曼海姆 － 卡尔斯鲁厄 － 奥芬堡 － 弗赖堡 － 巴塞尔              | （汉诺威 － 比勒费尔德 － 哈姆 －） 多特蒙德 － 哈根 － 伍珀塔尔 － 科隆 － 锡格堡/波恩 － 法兰克福机场 － 曼海姆 － 卡尔斯鲁厄 － 奥芬堡 － 弗赖堡 － 巴塞尔              | 两小时1班 |
| ICE 91 | 多特蒙德 － 哈根 － 伍珀塔尔 － 科隆 － 波恩 － 科布伦茨 － 美因茨 － 法兰克福 － 维尔茨堡 － 纽伦堡 － 雷根斯堡 － 帕绍 － 林茨 － 圣珀尔滕 － 维也纳                     | 多特蒙德 － 哈根 － 伍珀塔尔 － 科隆 － 波恩 － 科布伦茨 － 美因茨 － 法兰克福 － 维尔茨堡 － 纽伦堡 － 雷根斯堡 － 帕绍 － 林茨 － 圣珀尔滕 － 维也纳                     | 多特蒙德 － 哈根 － 伍珀塔尔 － 科隆 － 波恩 － 科布伦茨 － 美因茨 － 法兰克福 － 维尔茨堡 － 纽伦堡 － 雷根斯堡 － 帕绍 － 林茨 － 圣珀尔滕 － 维也纳                     | 多特蒙德 － 哈根 － 伍珀塔尔 － 科隆 － 波恩 － 科布伦茨 － 美因茨 － 法兰克福 － 维尔茨堡 － 纽伦堡 － 雷根斯堡 － 帕绍 － 林茨 － 圣珀尔滕 － 维也纳                     | 多特蒙德 － 哈根 － 伍珀塔尔 － 科隆 － 波恩 － 科布伦茨 － 美因茨 － 法兰克福 － 维尔茨堡 － 纽伦堡 － 雷根斯堡 － 帕绍 － 林茨 － 圣珀尔滕 － 维也纳                     | 多特蒙德 － 哈根 － 伍珀塔尔 － 科隆 － 波恩 － 科布伦茨 － 美因茨 － 法兰克福 － 维尔茨堡 － 纽伦堡 － 雷根斯堡 － 帕绍 － 林茨 － 圣珀尔滕 － 维也纳                     | 多特蒙德 － 哈根 － 伍珀塔尔 － 科隆 － 波恩 － 科布伦茨 － 美因茨 － 法兰克福 － 维尔茨堡 － 纽伦堡 － 雷根斯堡 － 帕绍 － 林茨 － 圣珀尔滕 － 维也纳                     | 2对班次   |
| IC 31  | （基尔 / 吕贝克 －） 汉堡 － 不来梅 － 明斯特 － 多特蒙德 － 哈根 － 伍珀塔尔 － 科隆 － 波恩 － 美因茨 － 法兰克福 （－ 维尔茨堡 － 纽伦堡 － 雷根斯堡 － 帕绍）          | （基尔 / 吕贝克 －） 汉堡 － 不来梅 － 明斯特 － 多特蒙德 － 哈根 － 伍珀塔尔 － 科隆 － 波恩 － 美因茨 － 法兰克福 （－ 维尔茨堡 － 纽伦堡 － 雷根斯堡 － 帕绍）          | （基尔 / 吕贝克 －） 汉堡 － 不来梅 － 明斯特 － 多特蒙德 － 哈根 － 伍珀塔尔 － 科隆 － 波恩 － 美因茨 － 法兰克福 （－ 维尔茨堡 － 纽伦堡 － 雷根斯堡 － 帕绍）          | （基尔 / 吕贝克 －） 汉堡 － 不来梅 － 明斯特 － 多特蒙德 － 哈根 － 伍珀塔尔 － 科隆 － 波恩 － 美因茨 － 法兰克福 （－ 维尔茨堡 － 纽伦堡 － 雷根斯堡 － 帕绍）          | （基尔 / 吕贝克 －） 汉堡 － 不来梅 － 明斯特 － 多特蒙德 － 哈根 － 伍珀塔尔 － 科隆 － 波恩 － 美因茨 － 法兰克福 （－ 维尔茨堡 － 纽伦堡 － 雷根斯堡 － 帕绍）          | （基尔 / 吕贝克 －） 汉堡 － 不来梅 － 明斯特 － 多特蒙德 － 哈根 － 伍珀塔尔 － 科隆 － 波恩 － 美因茨 － 法兰克福 （－ 维尔茨堡 － 纽伦堡 － 雷根斯堡 － 帕绍）          | （基尔 / 吕贝克 －） 汉堡 － 不来梅 － 明斯特 － 多特蒙德 － 哈根 － 伍珀塔尔 － 科隆 － 波恩 － 美因茨 － 法兰克福 （－ 维尔茨堡 － 纽伦堡 － 雷根斯堡 － 帕绍）          | 两小时1班 |
| IC 55  | 德累斯顿 － 里萨 － 莱比锡 － 哈勒 － 克滕 － 马格德堡 － 不伦瑞克 － 汉诺威 － 明登 － 黑尔福德 － 比勒费尔德 － 居特斯洛 － 哈姆 － 多特蒙德 － 哈根 － 伍珀塔尔 － 科隆 | 德累斯顿 － 里萨 － 莱比锡 － 哈勒 － 克滕 － 马格德堡 － 不伦瑞克 － 汉诺威 － 明登 － 黑尔福德 － 比勒费尔德 － 居特斯洛 － 哈姆 － 多特蒙德 － 哈根 － 伍珀塔尔 － 科隆 | 德累斯顿 － 里萨 － 莱比锡 － 哈勒 － 克滕 － 马格德堡 － 不伦瑞克 － 汉诺威 － 明登 － 黑尔福德 － 比勒费尔德 － 居特斯洛 － 哈姆 － 多特蒙德 － 哈根 － 伍珀塔尔 － 科隆 | 德累斯顿 － 里萨 － 莱比锡 － 哈勒 － 克滕 － 马格德堡 － 不伦瑞克 － 汉诺威 － 明登 － 黑尔福德 － 比勒费尔德 － 居特斯洛 － 哈姆 － 多特蒙德 － 哈根 － 伍珀塔尔 － 科隆 | 德累斯顿 － 里萨 － 莱比锡 － 哈勒 － 克滕 － 马格德堡 － 不伦瑞克 － 汉诺威 － 明登 － 黑尔福德 － 比勒费尔德 － 居特斯洛 － 哈姆 － 多特蒙德 － 哈根 － 伍珀塔尔 － 科隆 | 德累斯顿 － 里萨 － 莱比锡 － 哈勒 － 克滕 － 马格德堡 － 不伦瑞克 － 汉诺威 － 明登 － 黑尔福德 － 比勒费尔德 － 居特斯洛 － 哈姆 － 多特蒙德 － 哈根 － 伍珀塔尔 － 科隆 | 德累斯顿 － 里萨 － 莱比锡 － 哈勒 － 克滕 － 马格德堡 － 不伦瑞克 － 汉诺威 － 明登 － 黑尔福德 － 比勒费尔德 － 居特斯洛 － 哈姆 － 多特蒙德 － 哈根 － 伍珀塔尔 － 科隆 | 两小时1班 |

### 区域/快铁运输
在铁路短途客运方面，有下列区域快车（RE）、区域列车（RB）和快铁列车（S-Bahn）路线在哈根火车总站停靠。原本从S5线至S8线的双向直通運行已于2014年12月被撤销。非高峰时段只有个别班次在门兴格拉德巴赫火车总站和多特蒙德火车总站间直通运行。
| 路线  | 经由 | 频率      |
| ----- | --- | --------- |
| RE 4  | 伍珀快线： 亚琛总站 － 亚琛尚茨 － 亚琛西 － 黑措根拉特 － 于巴赫-帕伦贝格 － 盖尔森基兴总站 － 林登 － 许克尔霍芬-巴尔 － 埃克伦茨 － 赖特总站 － 门兴格拉德巴赫总站 － 诺伊斯总站 － 杜塞尔多夫总站 － 伍珀塔尔-福温克尔 － 伍珀塔尔总站 － 伍珀塔尔-巴门 － 伍珀塔尔-上巴门 － 施韦尔姆 － 恩讷珀塔尔 － 哈根总站 － 维滕总站 － 多特蒙德总站 | 60分钟    |
| RE 7  | 莱茵-明斯特兰快线： 赖讷 － 埃姆斯代滕 － 格雷芬 － 明斯特总站 － 明斯特-希尔特鲁普 － 德伦施泰因富特－哈姆总站－伯嫩－翁纳 － 霍尔茨维克德－施韦特－哈根总站－恩讷珀塔尔－施韦尔姆－伍珀塔尔-上巴门－伍珀塔尔总站－索林根总站－奥普拉登－科隆展会/多伊茨－科隆总站－多尔马根－诺伊斯总站－梅尔布施-奥斯特拉特－克雷费尔德-奥普姆－克雷费尔德总站}} 数据截至2019年12月调图 | 60分钟    |
| RE 13 | 默兹-伍珀快线： 芬洛 － 卡尔登基兴 － 布赖厄尔 － 博伊斯海姆 － 迪尔肯 － 菲尔森 － 门兴格拉德巴赫总站 － 诺伊斯总站 － 杜塞尔多夫总站 － 伍珀塔尔-福温克尔 － 伍珀塔尔总站 － 伍珀塔尔-巴门 － 伍珀塔尔-上巴门 － 施韦尔姆 － 恩讷珀塔尔 － 哈根总站 － 施韦特 － 霍尔茨维克德 － 翁纳 － 伯嫩 － 哈姆总站 | 60分钟    |
| RE 16 | 鲁尔-锡格快线： 埃森总站 － 瓦滕沙伊德 － 波鸿总站 － 维滕总站 － 韦特 － 哈根总站 － 霍恩林堡 － 伊瑟隆-莱特马特 分拆运行，车组1： － 莱特马特-代兴赫勒 － 伊瑟隆 车组2： － 阿尔特纳 － 韦尔多尔 － 普莱滕贝格 － 芬嫩特罗普 － 伦讷施塔特-格雷文布吕克 － 伦讷施塔特-阿尔滕洪德姆 － 基希洪德姆-韦尔申恩内斯特 － 克罗伊茨塔尔 － 锡根-魏德瑙 － 锡根总站 | 60分钟    |
| RE 17 | 绍尔兰快线： 哈根总站 － 施韦特 － 弗伦登贝格 － 维克德 － 内海姆-许斯滕 － 阿恩斯贝格 － 厄文特罗普 － 弗赖恩奥尔 － 梅舍德 － 贝斯特维希 － 奥尔斯贝格 － 布里隆森林 － 布雷德拉尔 － 马尔斯贝格 － 韦斯特海姆 － 谢尔弗德 － 瓦尔堡 － 霍夫盖斯马尔 － 卡塞尔-威廉丘 | 60分钟    |
| RB 40 | 鲁尔-莱讷线： 埃森总站 － 埃森-克赖南 － 瓦滕沙伊德 － 波鸿总站 － 维滕总站 － 韦特 － 哈根-福哈勒 － 哈根总站 数据截至2015年12月调图 | 60分钟    |
| RB 52 | 福尔默河谷线： 多特蒙德总站 － 多特蒙德西格纳伊度纳公园 － 多特蒙德动物园 － 多特蒙德-基希赫德 － 多特蒙德-勒特灵豪森 － 维特布劳克 － 黑尔德克 － 哈根总站 － 哈根-上哈根 － 达尔 － 鲁门诺尔 － 达勒布吕克 － 沙尔克斯米勒 － 吕登沙伊德-布吕格 － 吕登沙伊德 | 60分钟    |
| RB 91 | 鲁尔-锡格线： 哈根总站 － 霍恩林堡 － 伊瑟隆-莱特马特 分拆运行，车组1： － 莱特马特-代兴赫勒 － 伊瑟隆 车组2： － 阿尔特纳 － 韦尔多尔 － 普莱滕贝格 － 芬嫩特罗普 － 伦讷施塔特-格雷文布吕克 － 伦讷施塔特-阿尔滕洪德姆 － 基希洪德姆 － 基希洪德姆-韦尔申恩内斯特 － 克罗伊茨塔尔-利特费尔德 － 克罗伊茨塔尔-艾兴 － 克罗伊茨塔尔 － 锡根-盖斯韦德 － 锡根-魏德瑙 － 锡根总站 | 60分钟    |
| S 5   | 多特蒙德总站 － 多特蒙德-巴罗普 － 多特蒙德-克鲁克尔 － 维滕-安嫩北 － 维滕总站 － 维特 － 哈根-福哈勒 － 哈根总站 | 60分鐘    |
| S 8   | 哈根总站－哈根-韦灵豪森－哈根-霍伊宾－哈根-韦斯特鲍尔－盖沃尔斯贝格-克纳普－盖沃尔斯贝格总站－盖沃尔斯贝格-基普－盖沃尔斯贝格西－施韦尔姆－施韦尔姆西－伍珀-朗格费尔德－伍珀-上巴门－伍珀-巴门－伍珀-下巴门－伍珀塔尔总站－伍珀-施泰因贝克－伍珀塔尔动物园－伍珀-松博恩－伍珀-福温克尔－哈安-格鲁伊滕－霍赫达尔-米尔拉特－霍赫达尔－埃尔克拉特－杜塞-盖勒斯海姆－杜塞-弗林根－杜塞尔多夫总站－杜塞-腓特烈城－杜塞-比尔克－杜塞-弗尔克林根街－杜塞-哈姆－诺伊斯莱茵公园中心－诺伊斯阿姆凯泽－诺伊斯总站－比特根－克莱嫩布罗赫－科申布罗赫－门兴-吕里普－门兴格拉德巴赫总站 | 20/40分鐘 |